# Weißenstein
Pour les articles homonymes, voir Weissenstein (homonymie).
Weißenstein est une commune (Marktgemeinde) autrichienne du district de Villach-Land, en Carinthie.

## Géographie
Le territoire communal s'étend dans la vallée de la Drave, entre les Alpes de Gailtal au sud et les Alpes de Gurktal au nord. Au sud-est, il confine à la ville de Villach.
A travers ce territoire, l'autoroute A10 (Tauern Autobahn) suit le cours de la Drave.

## Histoire
Le château de Wizinstein est mentionné pour la première fois en 1085, lorsqu'il fut la propriété des évêques de Brixen.

## Jumelages
- Nidda (Allemagne)
- Šmartno ob Paki (Slovénie)